# Colina do Vaticano
Colina do Vaticano (em latim: Mons Vaticanus ou Collis Vaticanus; em italiano:  Colle Vaticano) é uma colina localizada na margem oposta do rio Tibre em relação às sete colinas sobre as quais Roma foi fundada. É ali que se localiza o estado do Vaticano e a Basílica de São Pedro.

## Etimologia
Os romanos antigos tinham diversas opiniões sobre a origem da palavra latina Vaticanus. Varrão (séc. I a.C.) ligou o termo a Deus Vaticanus ou Vagitanus, um deus romano responsável por conceder às crianças sua capacidade de falar, um dom evidenciado por seus primeiros choros (vagitus; a primeira sílaba era pronunciada como "ua" no latim clássico). A complexa explicação de Varrão também liga este dom à divindade tutelar do local e aos avançados poderes da oratória demonstrados pelos profetas (vates), como lembra o historiador antigo Aulo Gélio:
| “ | Foi-nos dito que a palavra Vaticanus se aplica à colina e à divindade que preside sobre ela, dos vaticinia, ou vaticínios, que eram realizados ali pelo poder e inspiração do deus; mas Marco Varrão, em seu livro sobre as "Coisas Sagradas", nos dá outra razão para o nome. «Como Aius», diz ele, «era chamada de divindade e um altar foi construído em sua homenagem na parte mais baixa de uma nova estrada, pois naquele lugar uma voz do céu foi ouvida, por isso essa divindade foi chamada Vaticanus, pois ela presidia sobre os princípios da voz humana; pois crianças, assim que nascem, emitem um som que forma a primeira sílaba de Vaticanus e, portanto, diz-se que elas vagire (choram), a palavra que expressa o som que as crianças emitem primeiro» | ” |
|   | — Aulo Gélio, Noites Áticas XVI.17. |   |

Santo Agostinho, que conhecia as obras de Varrão sobre teologia romana, menciona esta divindade três vezes em ""A Cidade de Deus".

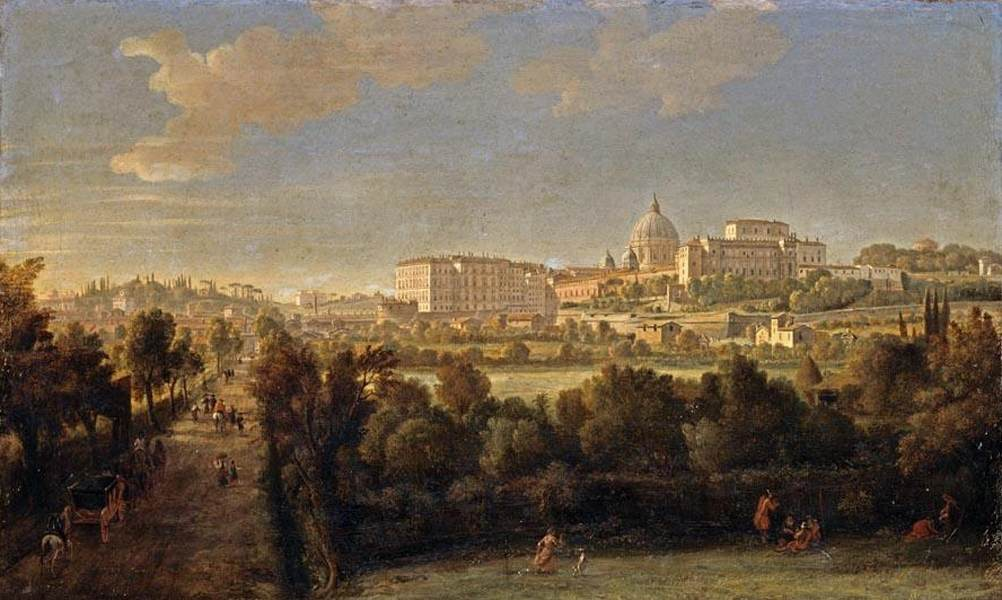
Vista do monte Vaticano a partir do Prati di Castello, por Caspar van Wittel (séc. XVII).

Na prática, é mais provável que a palavra Vaticanus seja derivada do nome de um assentamento etrusco, possivelmente chamado Vatica ou Vaticum, localizado na área que os romanos chamavam de Agro Vaticano ("campo vaticano"; o moderno rione Prati), uma tese defendida por Barthold Georg Niebuhr. Se este assentamento de fato existiu, porém, nenhum vestígio dele jamais foi encontrado. Os fastos consulares preservaram um agnome "Vaticano" em meados do século IV na figura de Tito Romílio Roco Vaticano, cônsul em 455 a.C. e membro do Primeiro Decenvirato em 451 a.C., mas sua relação com o topônimo Vaticanus é desconhecida.

## Topografia
Plínio, o Velho, conta que existia no monte Vaticano uma azinheira que se acreditava ser a mais antiga de Roma e à qual se atribuíam poderes mágicos. Segundo ele, em seu tronco havia um placa de bronze com letras etruscas.
No latim clássico, "Vaticano" era geralmente utilizado para designar o vizinho Janículo. Cícero utiliza o termo no plural, Vaticani Montes, num contexto que parece incluir tanto o moderno Monte Vaticano quanto o Monte Mário e o Janículo.
O Agro Vaticano (Campus Vaticanus ou apenas Vaticanum) era originalmente uma área entre o monte Vaticano e o Tibre. Durante o período republicano, o local era considerado pouco saudável e frequentado apenas pelos que não tinham alternativa. Calígula e Nero utilizaram a área para realização de exercícios com bigas, como em Gaiano (Gaianum), e a urbanização passou a ser encorajada depois da construção do imenso Circo de Nero, conhecido também como Circo Vaticano ou apenas como Vaticano. A localização de túmulos perto dali foi mencionada em algumas fontes posteriores.
O Vaticano era também o local onde ficava o "Frigiano" (em latim: Phrygianum), um templo dedicado à deusa da Magna Mater, Cibele. Embora secundário em relação ao templo principal da deusa no Palatino, este templo ganhou tanta fama no mundo antigo que tanto Lugduno, na Gália quando Mogoncíaco, na Germânia, batizaram de "Vaticano" seus próprios complexos dedicados à Magna Mater. Restos desta estrutura foram encontrados no século XVII, durante a reconstrução da Piazza di San Pietro.
No século II, provavelmente para dar o bom exemplo aos cidadãos romanos na escolha de lugares distantes do centro histórico da cidade para o sepultamento de seus familiares, o imperador romano Adriano mandou construir no sopé do monte Vaticano o seu próprio mausoléu, que muito mais tarde seria transformado no atual Castel Sant'Angelo.
O uso cristão do nome "Vaticano" foi influenciado principalmente pelo martírio de Pedro, que se acredita ter ocorrido no Circo de Nero. No início do século IV, o imperador Constantino determinou a construção da Antiga Basílica de São Pedro sobre o túmulo do apóstolo, que ficava localizado num cemitério conhecido como Necrópole do Vaticano. Por volta desta época, o termo "monte Vaticano" estabeleceu seu uso moderno e o Janículo passou a ser entendido como uma colina dista (Ianiculensis Mons).

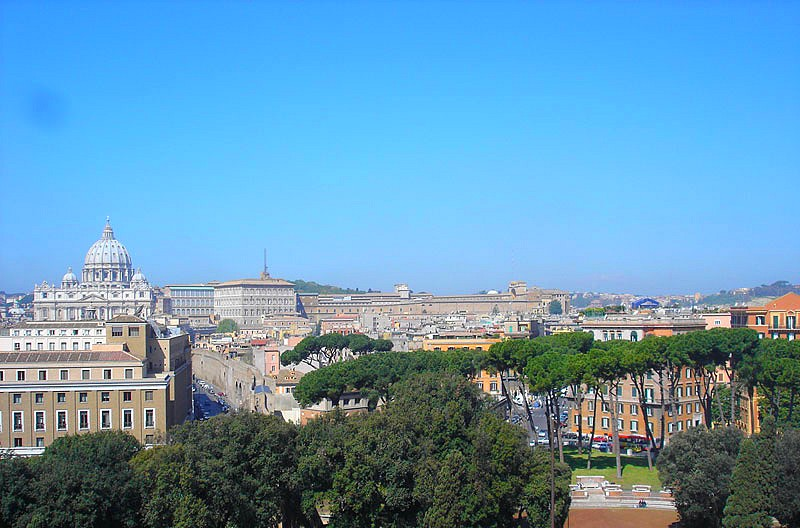
Vista a partir do Castel Sant'Angelo, destacando a Basílica de São Pedro e o Palácio Apostólico.

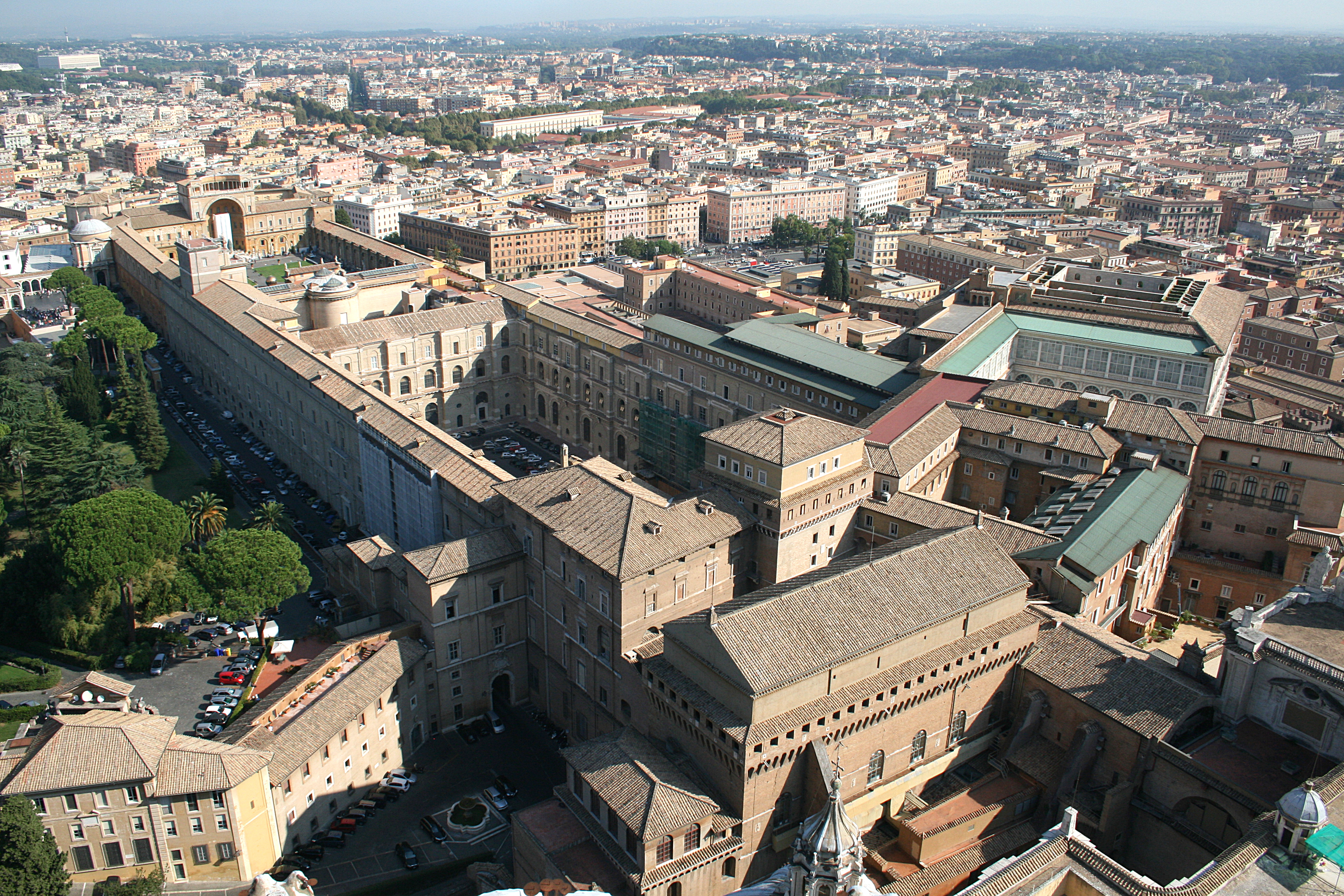
Capela Sistina e os Museus Vaticanos.

Outro cemitério nas imediações foi aberto ao público em 10 de outubro de 2006 para comemorar o 500º aniversário dos Museus Vaticanos.

## Período cristão
O monte Vaticano foi incluído nos limites da cidade de Roma durante o reinado do papa Leão IV, que, entre 848 e 852, expandiu a muralha da cidade para proteger a Basílica de São Pedro e o Vaticano ("Cidade Leonina"). Até os Tratados de Latrão, em 1929, a região era parte do rione do Borgo.
Antes do conturbado período conhecido como Papado de Avinhão (1305-1378), a sede mundial da Santa Sé era o Palácio de Latrão. Depois do retorno a Roma, a administração da igreja mudou-se para o monte Vaticano e o palácio papal era, até 1871, o Palácio Quirinal, no monte Quirinal, hoje a sede da presidência da Itália. A partir de 1929, parte do monte Vaticano tornou-se território do estado soberano do Vaticano, que também inclui diversas propriedades extraterritoriais em território italiano, incluindo a Arquibasílica de São João de Latrão, ainda hoje a sede da Diocese de Roma.